# ムフティー

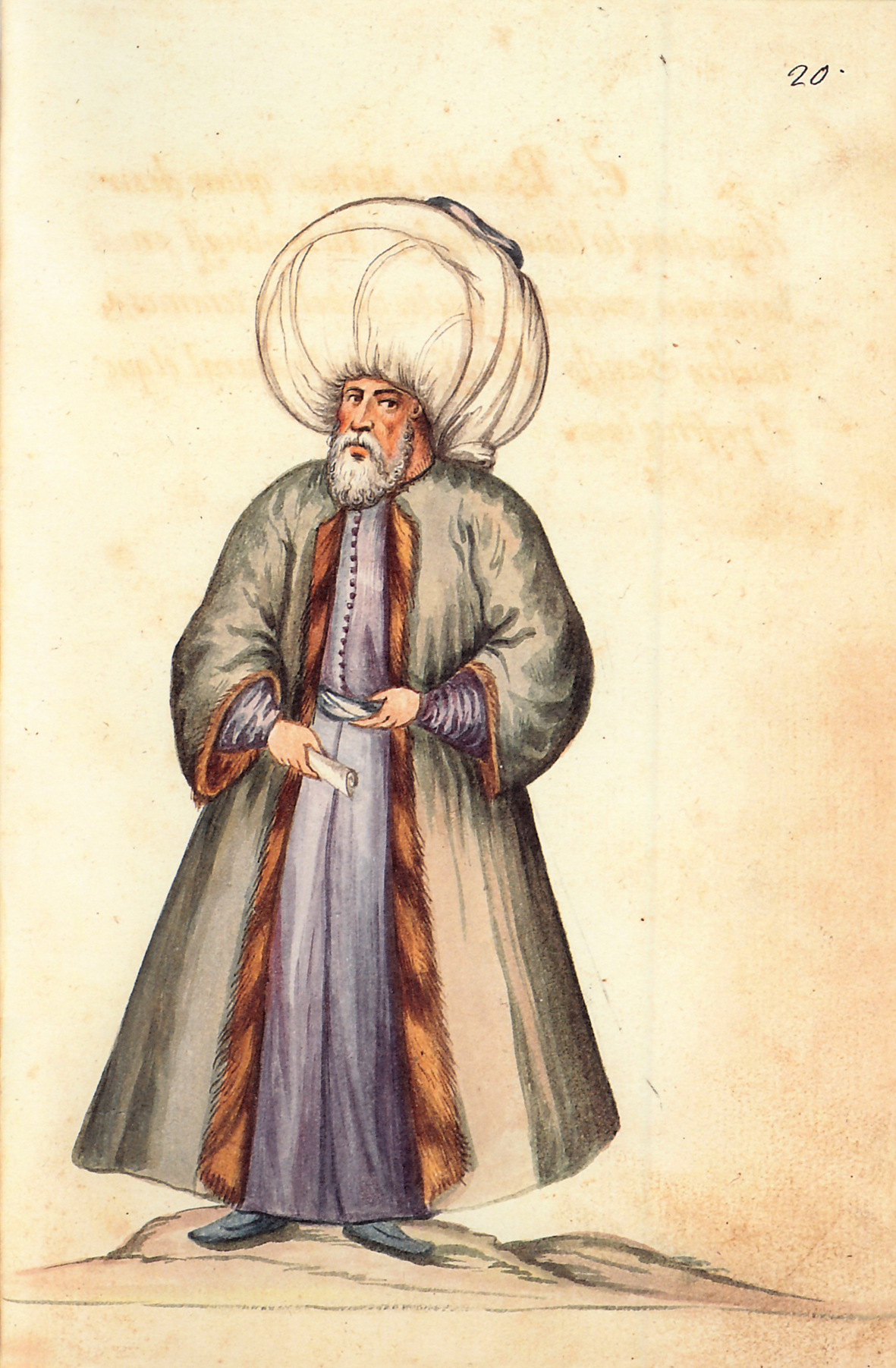
オスマン帝国のムフティー

ムフティー（アラビア語:  مفتي）とは、シャリーア（イスラム法）の解釈と適用に関して意見を述べる資格を認められたイスラム教の宗教指導者であり、一般的にファトワーを発行する資格を有する。ウラマーの中でも上位に属する人物がムフティーとなる。
実質的にウラマー集団のリーダーとなる役職である。

## 概要
シャリーア法廷のカーディー（裁判官）は判断が難しい問題に判決を下す場合にムフティーの意見を求め、ムフティーは必ず文書で意見を提出する。この文書をファトワーといい、カーディーはファトワーに基づいて判決を下す。このため、ムフティーが示した公式見解であるファトワーはシャリーアにおいては判例のような役目を持つ。
カーディー以外にも国王や政治家・行政官・個人などもムフティーにファトワーを求めることができる。
ムフティーはオスマン帝国で官職として各州・地区・都市ごとに任命された。首都イスタンブールのムフティーはシェイヒュルイスラームという最高位の地位として権力を振るっていた。ムフティーはカーディーと違って、イスラム法学に秀でていれば女性や奴隷や身体障害者でもなることができた。実際にサウジアラビアの大ムフティーであったアブド・アル＝アズィーズ・ビン・アブドゥッラー・ビン・バーズは20歳の時に失明して全盲であった。
ムフティーはムスリムの多い国やシャリーア法の国ではムスリム宗務局などの行政機関の長や要職に就いていることが多い。
シャーリア本来のシステムとしてムフティーになるための試験や選挙などはなく、周囲からイスラム法学に秀でていると認められている人物が自分はムフティーであると宣言（自薦）して回りから反対意見がなく、周囲のムスリムから認められればムフティーになれる。ムフティーに限らずイスラムにおける要職は基本的に自薦が周囲から承認されることによって成立するシステムとなっている。極論してしまえば小規模団体のリーダーがムフティーを自称してその小さな集団内部で認められればムフティーになることもできる。ウサーマ・ビン＝ラーディンはこのような事情によりムフティーを自称してファトワーを発行している。しかし、現実には多くの国でオレンブルク・ムスリム宗務局などのように候補者が選定された中から政府によって任命される場合や、ウラマーの集団の中で選挙が行われるなどのローカルルールとしての選出システムを持っていることが大半である。国によってはこのような公的な組織によって選出された者でなければムフティーと認めないことも多い。